# Theo Reinhardt
Theo Reinhardt (Berlijn, 17 september 1990) is een Duits baan- en wegwielrenner die anno 2018 rijdt voor Heizomat Rad-net. Reinhardt nam deel aan de Olympische Zomerspelen van 2016 waar hij een vijfde plaats behaalde met de Duitse ploeg op de ploegenachtervolging.

## Baanwielrennen

### Palmares
| Jaar     | DK                                                | EK                                | WK         | Overig                                       |
| Junioren | Junioren                                          | Junioren                          | Junioren   | Junioren                                     |
| -------- | ------------------------------------------------- | --------------------------------- | ---------- | -------------------------------------------- |
| 2007     | Ploegenachtervolging                              |                                   |            |                                              |
| 2008     | Ploegkoers                                        | Ploegenachtervolging              |            |                                              |
| Beloften |                                                   |                                   |            |                                              |
| 2010     |                                                   | Ploegenachtervolging · Ploegkoers |            |                                              |
| Elite    |                                                   |                                   |            |                                              |
| 2010     | Ploegenachtervolging                              |                                   |            |                                              |
| 2011     | Ploegkoers · Ploegenachtervolging                 |                                   |            |                                              |
| 2012     | Puntenkoers · Ploegenachtervolging · Omnium       | Ploegenachtervolging              |            |                                              |
| 2013     | Ploegenachtervolging                              | Derny                             | Ploegkoers |                                              |
| 2014     | Ploegenachtervolging · Omnium                     | Ploegenachtervolging              |            |                                              |
| 2015     | Ploegenachtervolging                              |                                   |            |                                              |
| 2016     |                                                   |                                   |            | Olympische spelen: 5e Ploegenachtervolging   |
| 2017     | Ploegenachtervolging · Ploegkoers                 |                                   |            |                                              |
| 2018     |                                                   | Ploegkoers                        | Ploegkoers |                                              |
| 2019     | Ploegkoers · Puntenkoers · Achtervolging · omnium | Ploegkoers                        | Ploegkoers | WB Hongkong: Ploegenachtervolging Ploegkoers |
| 2020     |                                                   |                                   | Ploegkoers |                                              |
| 2021     |                                                   |                                   |            |                                              |
| 2022     | Koppelkoers · Puntenkoers                         | Koppelkoers · Afvalkoers          |            |                                              |
| 2023     | Achtervolging · Koppelkoers                       | koppelkoers                       |            |                                              |
| 2024     |                                                   | koppelkoers                       |            |                                              |

### Zesdaagses
| Nr. | Jaar | Zesdaagse van | Samen met       |
| --- | ---- | ------------- | --------------- |
| 1   | 2018 | Bremen        | Kenny De Ketele |
| 2   | 2019 | Berlijn       | Roger Kluge     |
| 3   | 2024 | Bremen        | Roger Kluge     |

## Wegwielrennen

### Overwinningen
2010
1e etappe Ronde van Berlijn
2011
4e etappe Ronde van Berlijn
2013
1e etappe Okolo Jižních Čech
2015
 Duits kampioen ploegentijdrijden, Elite
2017
3e etappe Ronde van Mazovië

## Ploegen
- 2013 –  Rad-net Rose Team
- 2014 –  Rad-net Rose Team
- 2015 –  Rad-net Rose Team
- 2016 –  Rad-net Rose Team
- 2017 –  Rad-net Rose Team
- 2018 –  Heizomat Rad-net
- 2019 –  Heizomat Rad-net
- 2020 –  Rad-net Rose Team
- 2021 –  Rad-net Rose Team
- 2022 –  Rad-net Rose Team
- 2023 –  Rad-net Oßwald
- 2024 –  Rad-net Oßwald

Beyer · Frahm · Groß · Haller · Hollmann · Lampater · Liß · Nolde · Reinhardt · Reutter · Rohde · Schomber · Treubel · Tschernoster · Weinstein